# Sylwia Matysik
Pour les articles homonymes, voir Matysik.
Sylwia Matysik est une footballeuse polonaise née le 20 mai 1997. Elle évolue au poste de milieu de terrain au Medyk Konin ainsi qu'en équipe de Pologne, dans la catégorie des moins de 17 ans. 
En juin 2013, avec l'équipe nationale, elle remporte le titre de Championne d'Europe des moins de 17 ans.

## Palmarès

### En équipe nationale
- Pologne (moins de 17 ans)
  - Vainqueur du Championnat d'Europe des moins de 17 ans 2013 en Suisse[1]